# Pseudopargaella nigropunctata
Pseudopargaella nigropunctata är en insektsart som beskrevs av Marius Descamps och Wintrebert 1966. Pseudopargaella nigropunctata ingår i släktet Pseudopargaella och familjen gräshoppor. Inga underarter finns listade i Catalogue of Life.